# Погосян, Оганес Грачьевич
Огане́с Грачьевич Погосян (род. 28 октября 1967, Ереван) — советский футболист, нападающий. Мастер спорта СССР.
В 1984 году провёл пять матчей за дубль ереванского «Арарата». В 1985—1989 годах за клуб в чемпионате СССР сыграл 81 матч, забил 10 голов. Сведений о дальнейшей жизни нет.